# Pine
Pine („program for internet news and e-mail“, ursprünglich „Pine is not Elm“) ist ein textbasiertes (Terminal, Textkonsole) E-Mail-Programm und Newsreader für viele Unix-kompatible Betriebssysteme, DOS und Windows.
Es wurde zusammen mit der Mailserver-Software „UW IMAP“ an der University of Washington (UW) entwickelt.
Pine wurde nach 2005 nicht mehr weiter entwickelt. Ein aufwärts-kompatibles Nachfolgeprogramm ist Alpine.
Der Name soll zum Ausdruck bringen, dass Pine eine Weiterentwicklung des Mailprogramms Elm ist.
Pine verwendet je nach Betriebssystem entweder termcap oder terminfo, um die grundsätzlichen Informationen zum Terminal zu erfahren.
Unter Linux wird Pine gegen die ncurses-Bibliothek gelinkt, weil sie dort das terminfo-API zur Verfügung stellt, jedoch werden die curses-Terminalverwaltungsfunktionen der libncurses nicht für die Bildschirm-Darstellung benutzt. Pine enthält stattdessen eigene, spezialisierte Routinen zur Bildschirm-Darstellung.
Genaugenommen ist Pine nicht nur ein einzelnes Programm, denn es verwendet auch noch Pico, einen kleinen Texteditor zum Bearbeiten von E-Mails, sowie „Pilot“, einen Dateimanager.

## Lizenz
Bis Version 3.9.1 war die Lizenz an die BSD-Lizenz angelehnt, und die University of Washington ließ Pine als Marke eintragen.
Mit Version 3.9.2 änderte die University of Washington die Lizenz insofern, als zwar der Quellcode noch verfügbar, jedoch die Verteilung von geänderten Kopien nicht mehr erlaubt war.

## Nachbildungen und Alternativen
Cone ist eine Nachbildung von pine, reicht jedoch nicht an dessen Funktionsumfang heran. Mutt ist eine freie Alternative, seine Benutzerschnittstelle ist jedoch nicht so konfigurierbar, so dass beim Wechsel ein gewisser Umstellungsaufwand entsteht.

## mbx-Dateiformat
E-Mails können von Pine auf dem Mail-Server belassen oder lokal gespeichert werden. Zur lokalen Speicherung wurde vom Pine-Entwickler Mark Crispin das „mbx“-Dateiformat entwickelt, das eine leistungsstärkere Alternative zum verbreiteten mbox-Format sein soll. Dateien im mbx-Format bestehen aus einem binären Header (Vorspann), dem ein oder mehrere E-Mails im ASCII-Textformat folgen können. Pine|Alpine können lokale Mailboxen sowohl im mbx- als auch im mbox-Format schreiben und lesen. Durch die undokumentierten Optionen „#driver.mbx/foo“ und „#driver.unix/foo“ kann gesteuert werden, in welchem Format eine neue Mailbox „foo“ angelegt wird. Das Format bestehender Mailboxen wird nicht verändert.

## Alpine
2006 gab die University of Washington bekannt, dass sie an einer neuen Familie von E-Mail-Werkzeugen arbeitet, die auf Pine basieren, jedoch unter der Apache-Lizenz lizenziert werden. Am 29. November 2006 wurde ein öffentlicher Beta-Test des Alpine genannten Programmes gestartet. Kurze Zeit später wurde bekanntgegeben, dass die Weiterentwicklung von Pine eingestellt werde. Am 21. Dezember 2007 wurde schließlich Alpine 1.0 veröffentlicht. Aktuell ist die Version 2.22 vom 19. Januar 2020.

## re-alpine
Nachdem die University of Washington im Zuge einer grundsätzlichen Änderung ihrer IT-Strategie im Mai 2008 einen Teil ihrer Angestellten im Technologie-Bereich, darunter auch den langjährigen Pine-Entwickler Mark Crispin, entlassen hatte, verlautete im August 2008 von der UW, dass auch die direkte Weiterentwicklung von Alpine eingestellt würde. In der Folge entstand das Projekt „re-alpine“ mit anfänglicher Unterstützung von Crispin.